# Klostermühle Pohl

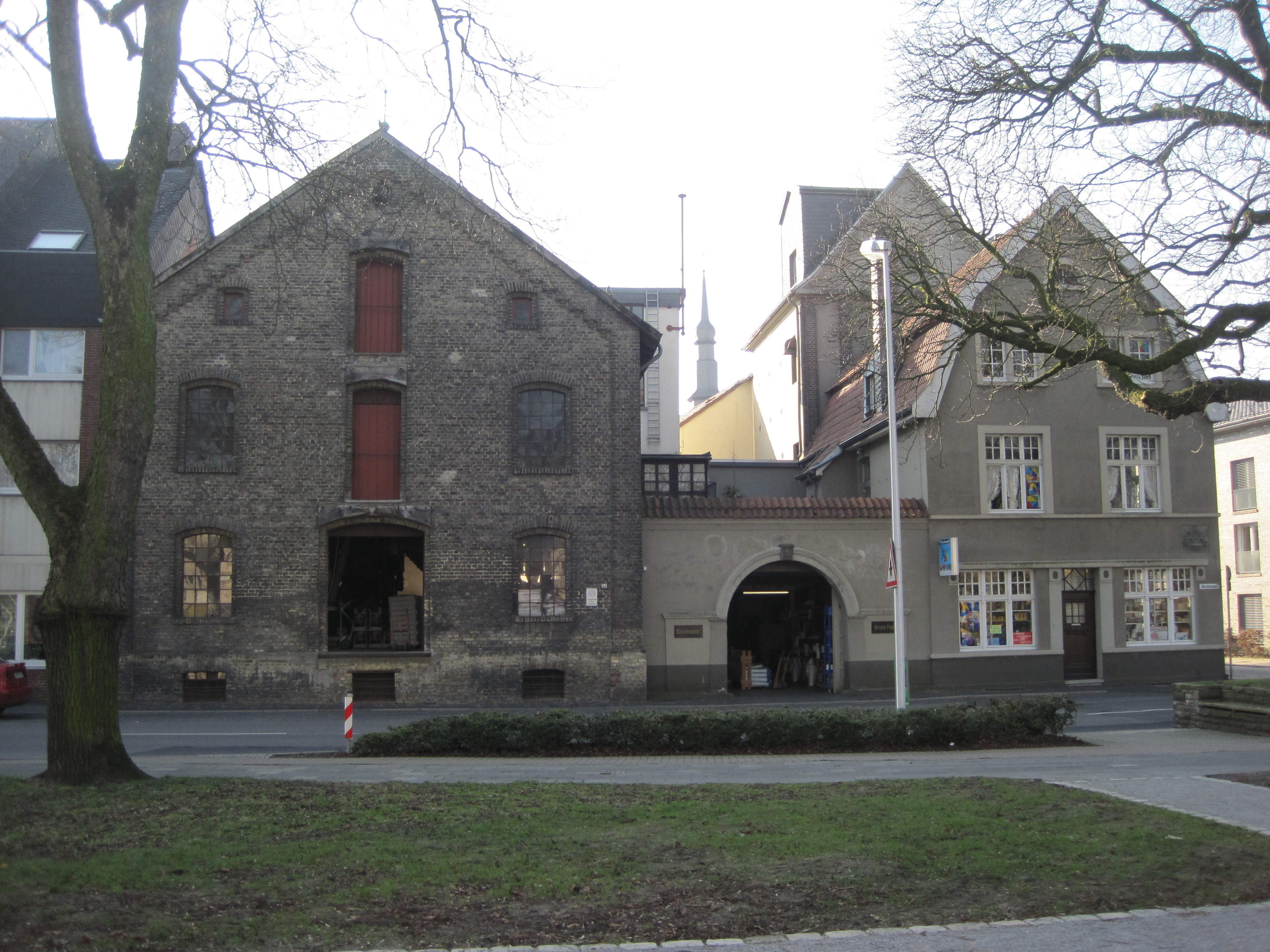
Die beiden linken Gebäude gehören zur Klostermühle Bruno Pohl, betrachtet aus Richtung Nordenwall.

Die Klostermühle Pohl ist eine nicht mehr  in Betrieb befindliche historische Mühle für Futtermittel in Hamm. Sie ist nach dem Franziskanerkloster Hamm benannt, das ganz in der Nähe lag.
1880 wurde die zweigeschossige Mühle mit einer Fassade aus Feldbrandziegeln errichtet. 1913 kam das Wohnhaus, 1927 das Lagerhaus in expressionistischer Ziegelbauweise hinzu. Der gesamte Komplex mit Mühle, Speicher, Geschäfts- und Wohnhaus sowie verbindender Grundstücksmauer und Toreinfahrt wurde 1989 unter Denkmalschutz gestellt.
Die Mühle ist Bestandteil der Route der Industriekultur.